# سیارک ۹۸۴۸
سیارک ۹۸۴۸ (به انگلیسی: 9848 Yugra، نامگذاری:1990QX17) نه هزار و هشتصد و چهل و هشتمین سیارک کشف شده‌است که در ۲۶ اوت ۱۹۹۰ کشف شد.
قدر مطلق سیارک برابر ۱۳٫۵۰ است.